# La Soccha
La Soccha es un caserío peruano ubicado en el distrito de Sondorillo, perteneciente a la provincia de Huancabamba del departamento de Piura, al norte del Perú. 

## Ubicación
La Soccha se ubica al norte de la provincia de Huancabamba, en el distrito de Sondorillo, en el departamento de Piura.

## Demografía
En 2017 La Soccha tenía una población de 507 habitantes.
| Gráfica de evolución demográfica de La Soccha entre 1993 y 2017 |
|                                                                 |
| Fuentes: Población 1993 y 2017                                  |